# Zygodon acutifolius
Zygodon acutifolius är en bladmossart som beskrevs av C. Müller 1853. Zygodon acutifolius ingår i släktet ärgmossor, och familjen Orthotrichaceae. Inga underarter finns listade i Catalogue of Life.